# Скифьек
Скифье́к (фр. Squiffiec, брет. Skiñvieg) — коммуна во Франции, находится в регионе Бретань. Департамент — Кот-д’Армор. Входит в состав кантона Бегар. Округ коммуны — Генган.
Код INSEE коммуны — 22338.

## География
Коммуна расположена приблизительно в 410 км к западу от Парижа, в 125 км северо-западнее Ренна, в 32 км к северо-западу от Сен-Бриё.
Вдоль восточной границы коммуны протекает река Триё (фр. Trieux).

## Население
Население коммуны на 2016 год составляло 777 человек.
| 1962 | 1968 | 1975 | 1982 | 1990 | 1999 | 2008 | 2016 |
| ---- | ---- | ---- | ---- | ---- | ---- | ---- | ---- |
| 541  | 581  | 527  | 629  | 560  | 587  | 745  | 777  |

## Администрация
| Период | Период | Фамилия         | Партия                   | Примечания |
| ------ | ------ | --------------- | ------------------------ | ---------- |
| 1945   | 1970   | Аристид Дюмуань |                          |            |
| 1970   | 1980   | Луи Пуде        |                          |            |
| 1980   | 1983   | Франсуа Олливье |                          | фермер     |
| 1983   | 1989   | Эжен Буже       |                          | фермер     |
| 1989   | 2014   | Ивон Ле-Муань   | Демократическое движение | профессор  |

## Экономика
В 2007 году среди 457 человек в трудоспособном возрасте (15—64 лет) 339 были экономически активными, 118 — неактивными (показатель активности — 74,2 %, в 1999 году было 69,2 %). Из 339 активных работали 305 человек (169 мужчин и 136 женщин), безработных было 34 (14 мужчин и 20 женщин). Среди 118 неактивных 37 человек были учениками или студентами, 44 — пенсионерами, 37 были неактивными по другим причинам.

## Достопримечательности
- Часовня в деревне Кермария (XV век). Исторический памятник с 1927 года[3]
- Менгир Кердюдалу
- Церковь Св. Петра и Павла

## Фотогалерея

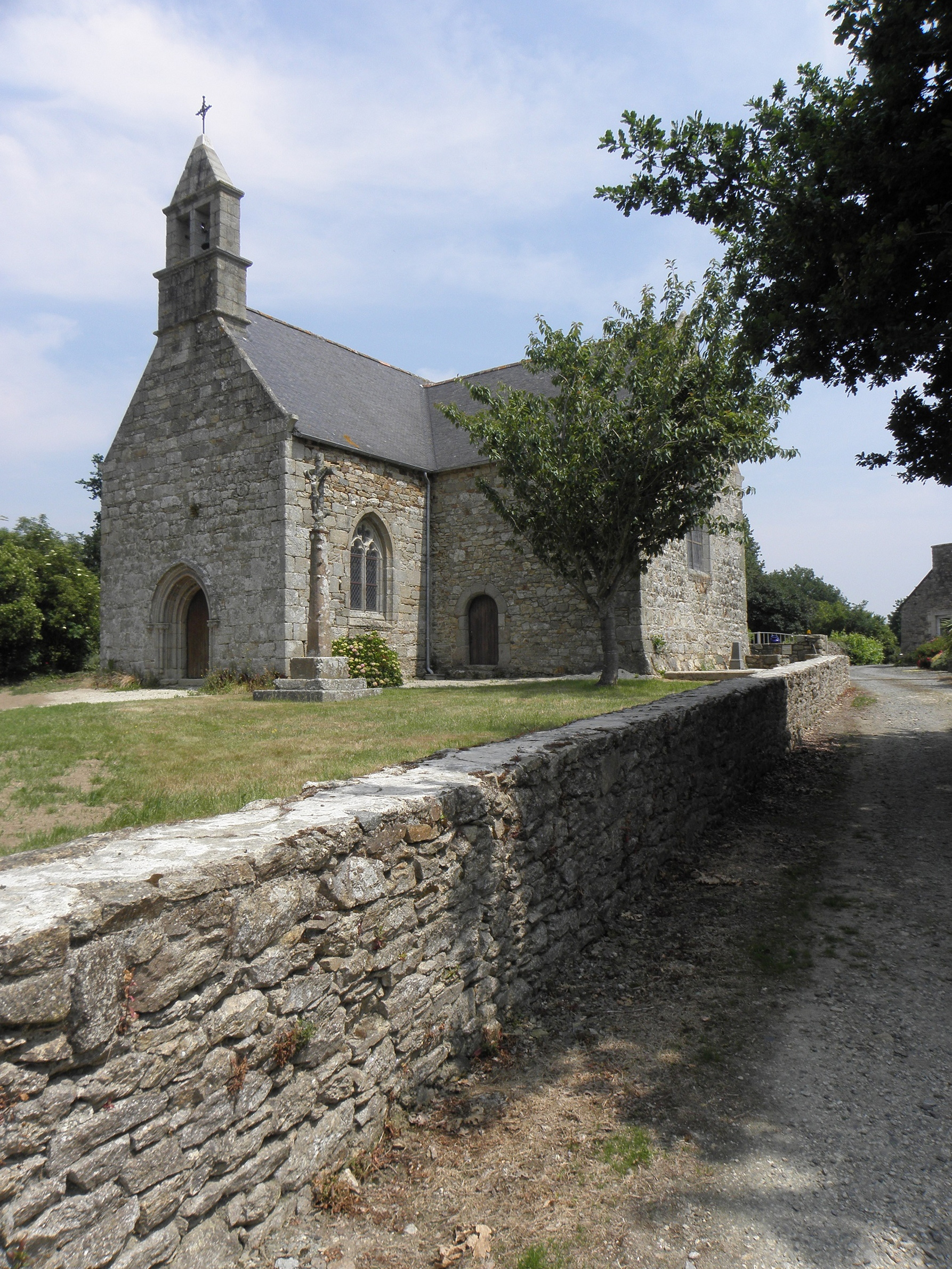
Часовня
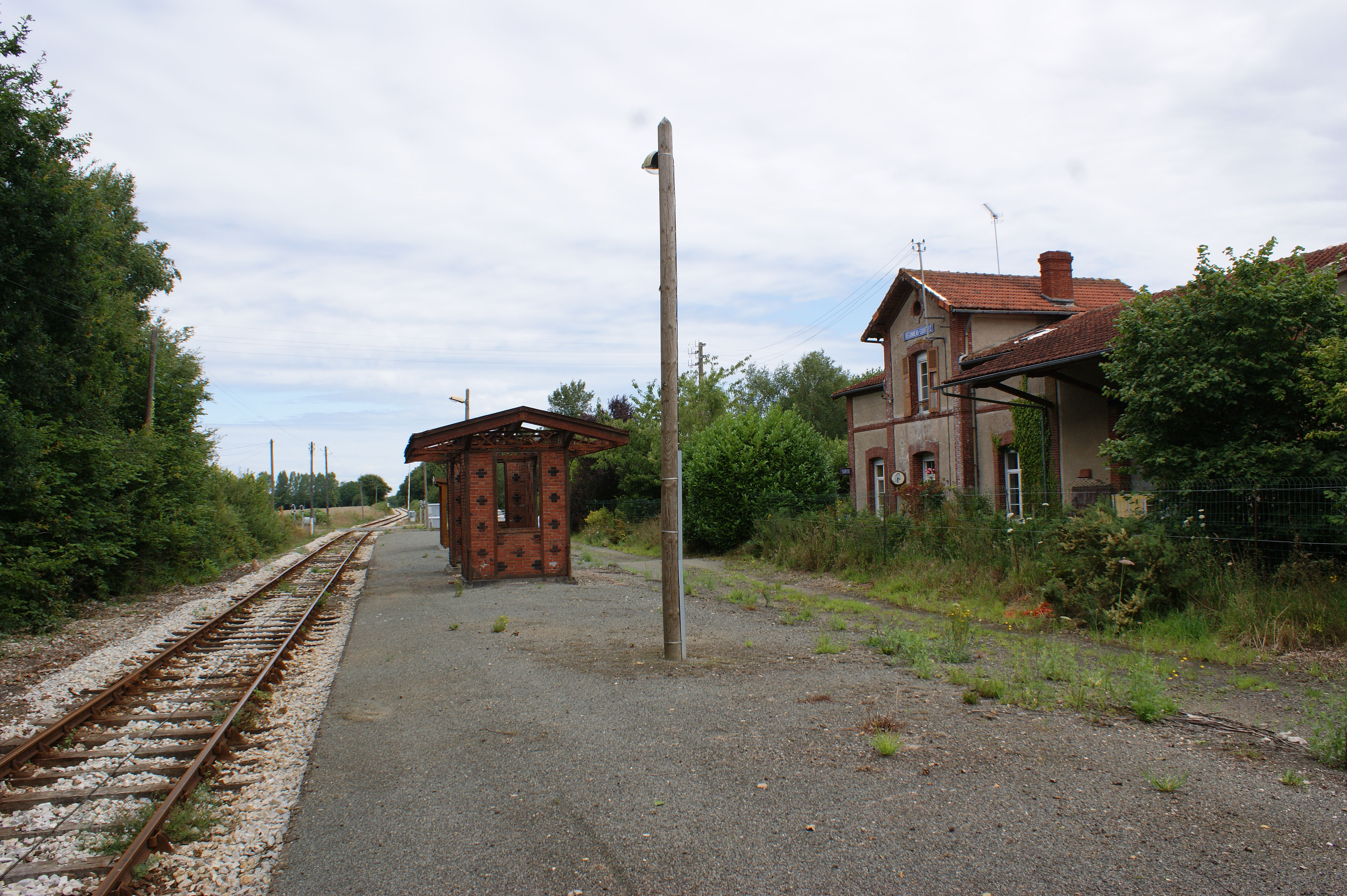
Вокзал
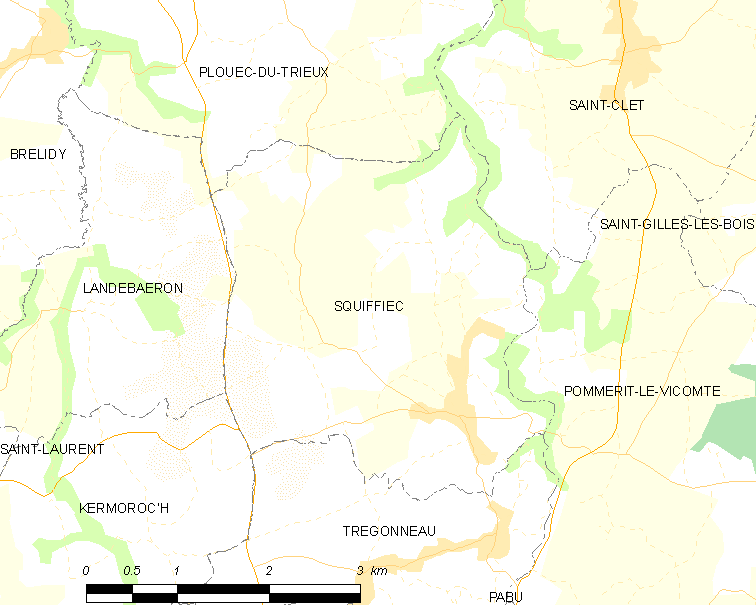
Карта коммуны